# Génération identitaire
Ne doit pas être confondu avec Les Identitaires.
Génération identitaire (abrégé en GI) est un ancien mouvement politique français d'extrême droite identitaire créé en septembre 2012 et dissous par le gouvernement en Conseil des ministres en mars 2021, ayant été actif principalement en France. Le mouvement est nationaliste blanc et islamophobe.
Des actions de Génération identitaire ont entraîné des poursuites judiciaires contre le mouvement ou quelques-uns de ses membres.
Héritier des Jeunesses identitaires (2002) et d'Une autre jeunesse (2009), le mouvement se fait notamment connaître en occupant le chantier d'une mosquée à Poitiers en 2012. D'abord conçu comme la branche de jeunesse du Bloc identitaire, il prend son autonomie en 2016, lorsque le « Bloc » devient Les Identitaires.
En mars 2021, Génération identitaire est dissoute par décret en Conseil des ministres sur le fondement du code de la sécurité intérieure, l'association étant accusée par le gouvernement de discours de haine incitant à la discrimination ou à la violence envers des individus en raison de leur origine, de leur ethnie et de leur religion et d'avoir des caractéristiques de milice privée ainsi que des liens avec des groupuscules d'ultradroite défendant des théories racialistes ou suprémacistes.
En 2022, après sa dissolution en 2021, le mouvement politique tente de resurgir sous un faux-nez : le groupe Argos.

## Historique

### Origines
Génération identitaire est indirectement issu d'Unité radicale, dissous en août 2002 à la suite d'une tentative d'assassinat de Jacques Chirac par l'un de ses militants. Après sa dissolution, le mouvement se recompose, devenant les Jeunesses identitaires, et entame une mutation idéologique en abandonnant la nostalgie déclarée pour les régimes fascistes, l’antisionisme radical et l'apologie de la violence pour se recentrer sur le rejet de l'immigration et de l'islam tout en exaltant la fierté ethnique et culturelle des Européens. Par la suite, les identitaires s'organisent sous la forme d'une nébuleuse, étant à nouveau menacée de dissolution.

### Fondation
Élaboré au printemps, lancé officiellement en septembre 2012, le mouvement Génération identitaire (abrégé en « Génération ID » ou « GI ») fait suite aux Jeunesses identitaires et à Une autre jeunesse. Les cofondateurs sont Julien Langella, Benoît Vardon, Guillaume Jannuzzi, Damien Rieu, Arnaud Delrieux, Alban Ferrari et Pierre Larti.
Le lancement se fait via une vidéo s'intitulant « Déclaration de guerre », dans laquelle une série de portraits de jeunes militants expliquent les raisons de leur engagement. Leur drapeau est inspiré du lambda des spartiates. Se définissant lui-même comme une « communauté de combat » il vise à « rassembler les jeunes européens, garçons et filles ».
Le mouvement se fait remarquer au niveau national le 20 octobre 2012, lorsque des militants déploient pendant quelques heures des banderoles hostiles à l’immigration et à l’islam sur le chantier de la Grande Mosquée de Poitiers,,. À la suite de cette action, le gouvernement étudie la possibilité de dissoudre Génération identitaire.

### Historique
La mouvance Génération identitaire entretient des liens idéologiques avec le Front national (renommé Rassemblement national en juin 2018),. Il existe des liens directs entre les deux mouvements puisque certains membres de Génération identitaires sont également actifs au sein du Front national. Par ailleurs, les thématiques des opérations médiatiques sont parfois convergentes.[réf. nécessaire]
Dans la nuit du 10 au 11 janvier 2019, un local de Génération identitaire est vandalisé à Paris par des antifascistes. Une vidéo montrant l'attaque est relayée par l'Action antifasciste Paris-Banlieue.
En avril 2019, le porte-parole Romain Espino prend la parole au colloque annuel de l'Institut Iliade, un cercle de réflexion d'extrême droite où il est accueilli « en héros ». Dans la foulée, il est convoqué devant une commission parlementaire chargée de dresser « un état des lieux sur l'ampleur du caractère délictuel et criminel des pratiques des groupuscules d'extrême droite ». La commission est présidée par la députée Muriel Ressiguier de la France insoumise dont l'objectif est d'« aller jusqu'à la dissolution de ces groupes ». Quelques jours auparavant, Génération identitaire confirme, après l'avoir tout d'abord nié, avoir reçu par internet deux dons d'un montant total de mille euros de Brenton Tarrant, mais précise n'avoir eu aucun contact et ne rien partager avec l'auteur des attentats de Christchurch. Ces virements confirment une partie des informations révélées le 3 avril par le quotidien autrichien Der Standard, qui évoquent quatre dons d'un montant total de 2 200 euros, dont les bénéficiaires pouvaient être « des militants du groupe français ou d'autres organisations de la mouvance identitaire en Europe, l'enquête sur Brenton Tarrant ayant révélé que ce dernier avait effectué plusieurs séjours en Europe qui ont nourri sa radicalisation et son idéologie raciste »,. En mars 2021, Libération affirme que, selon le service de renseignement financier Tracfin, le terroriste était en réalité « membre bienfaiteur » de Génération identitaire, ayant également payé sa cotisation.
Twitter ferme plusieurs comptes associés à Génération identitaire, dont celui intitulé « Defend Europe », les comptes de sections locales du groupe et ceux des principaux cadres du mouvement en juillet 2020.
Le 29 octobre 2020, un homme portant une veste portant le logo « Defend Europe », ayant un suivi psychiatrique et qui appartiendrait à Génération identitaire, est abattu par la police à Avignon après avoir menacé d'une arme de poing un automobiliste maghrébin,. L'appartenance de l'assaillant à Génération identitaire n'est ni confirmée ni infirmée par le parquet. GI dément qu'il ait été un militant.

### Procédure de dissolution

#### Processus
En 2019, les services de l'État envisagent la dissolution de Génération identitaire, puis renoncent, « estimant n’avoir pas d’arguments assez solides à présenter devant la justice administrative ».

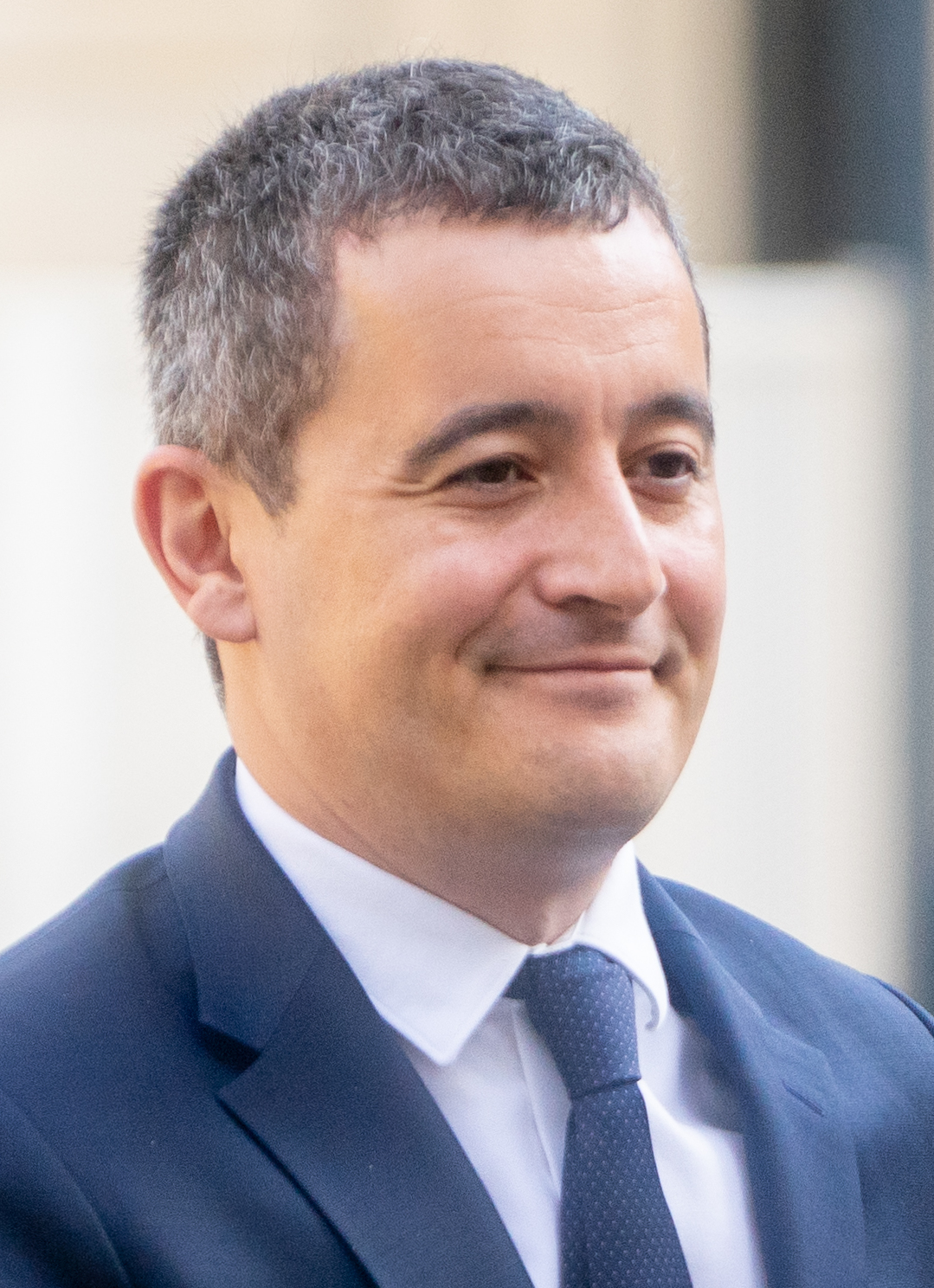
Gérald Darmanin, ministre de l’Intérieur, à l’origine de la dissolution de Génération identitaire en 2021.

Le ministre de l’Intérieur, Gérald Darmanin, annonce le 26 janvier 2021 avoir demandé la dissolution de GI. Cette proposition du ministre, « se déclarant scandalisé par le travail de sape de la République des militants de Génération identitaire », fait suite à la demande d'élus d'Occitanie, après une opération contre les migrants menée par le groupuscule dans leur région,. Gérald Darmanin déclare s'appuyer sur les 2° et 6° de l'article L. 212-1 du Code de la sécurité intérieure, permettant la dissolution d'associations présentant « le caractère de groupes de combat ou de milices privées » et « qui provoquent à la discrimination, à la haine ou à la violence envers une personne ou un groupe de personnes à raison de leur origine, de leur appartenance ou de leur non-appartenance à une ethnie, une nation, une race ou une religion ». Il estime que Génération identitaire « promeut (…), une idéologie incitant à la discrimination des individus à raison de leur non-appartenance à la nation française ou appelant à la haine, à la violence envers les ressortissants étrangers, en présentant l’immigration et l’islam comme des menaces que les Français doivent combattre et en entretenant délibérément la confusion entre musulmans, immigrants et islamistes ou terroristes. », et énumère différentes actions publiques résultant d'après lui de cette idéologie, dont des affichages, des poses de banderoles, des perturbations d'évènements, des actions violentes, des cas individuels d'agissement violents (dont l'attaque d'Avignon), des liens avec des groupuscules d'ultradroite aux idées similaires, ainsi que des actions « démontrant la volonté d'agir en tant que milice privée, les militants de Génération identitaire prenant les apparences de la force publique ».
Le 3 mars 2021, Génération identitaire est dissoute par un décret en Conseil des ministres selon lequel « cette association et certains de ses militants doivent être regardés comme tenant un discours de haine incitant à la discrimination ou à la violence envers des individus en raison de leur origine, de leur race et de leur religion » et, « par sa forme et son organisation militaires », GI « peut être regardée comme présentant le caractère d'une milice privée ». Le décret décrit également des « liens avec des groupuscules d'ultradroite dont elle reçoit un soutien logistique et qui défendent également une idéologie appelant à la discrimination, à la violence ou à la haine, au nom de théories racialistes ou suprémacistes », notant que l'association a reçu des dons de l'auteur des attentats de Christchurch,.

#### Réactions et analyses
Clément Martin, l’un des porte-parole de l'association dissoute, annonce la formation d'un recours pour excès de pouvoir devant le Conseil d'État et d'un référé suspension. Cette décision de dissoudre Génération identitaire est désapprouvée par le Rassemblement national, qui invoque les libertés publiques, l’État de droit et rappelle que l’association n’a jamais été condamnée, tout en demandant à ses membres de ne pas se rendre à la manifestation, dans le but selon RTL de ne pas « encombrer le parti dans sa stratégie de dédiabolisation », « des différences majeures » existant entre le RN et GI, telle que la remigration prônée par GI. Pourtant, selon Al Jazeera English, un ancien comptable « allié clé » de Marine Le Pen, lors d'une conversation secrètement filmée, déclare que le Rassemblement national introduirait la « remigration » s'il arrivait au pouvoir. Selon le politologue Jean-Yves Camus « Marine Le Pen croit à la possibilité pour un étranger non-européen de s'assimiler à la culture française, tandis que les Identitaires voient, eux, une fatalité qui empêche les non-européens de pouvoir, même s'ils le désirent, s'assimiler non seulement à la nation française, mais également au logiciel de la civilisation européenne » . Pour lui, GI n’est pas assimilable à une milice et sa dissolution ne mettrait pas forcément fin à son action, car « la dangerosité de Génération identitaire n’est évidemment pas comparable à celle des islamistes radicaux, qui restent, et de loin, la principale menace sécuritaire en France » ; selon lui, le seul critère de dissolution qui puisse être retenu est le fait d’encourager « à la discrimination ou au racisme ». SOS Racisme, à l’origine d’une plainte contre GI, salue cette annonce.
Le professeur en droit public Guillaume Drago indique qu’« une telle décision a toujours un caractère politique » — en particulier dans le cas d’espèce, où a été pris « un décret simple délibéré en Conseil des ministres, sans avis préalable du Conseil d’État, signé par le président de la République » — et que « dissoudre une association est un acte grave auquel un gouvernement doit réfléchir à deux fois, ce qui explique les hésitations qui ont précédé ce décret ». Il rappelle que « le gouvernement exerce une prérogative qui lui est donnée par l’article L. 212-1 du code de la sécurité intérieure, qui reprend la célèbre loi du 10 janvier 1936 sur les groupes de combat et les milices privées. Cette loi de 1936 avait été votée après les événements tragiques du 6 février 1934, vécus comme une menace pour le régime républicain ».
Le 3 mai 2021, le recours en annulation est rejeté par le Conseil d'État, qui estime que la décision de dissolution est « proportionnée à la gravité des risques pour l'ordre public »,.

### Après la dissolution
Malgré la dissolution de l'organisation nationale, une dizaine de groupes locaux continuent leurs activités sous d'autres noms.
Le 18 janvier 2021, l'association Paris fierté, satellite de l'ex-Génération identitaire, organise une manifestation lors de laquelle plusieurs membres de feu GI défilent ensemble et agressent un individu.
Le 19 mars 2021, dans l'après-midi, le local de la librairie la Plume Noire et de l'Union communiste libertaire est attaqué par plusieurs dizaines personnes qui lui envoient des jets de pierres. Selon les antifascistes lyonnais il s'agit de l'extrême droite, plus particulièrement Génération identitaire récemment dissous dont ils réclament la fermeture des locaux lyonnais. Le maire de Lyon Grégory Doucet réagit en condamnant l'attaque. Selon Rue89 Lyon, la cible et les slogans désignent l'extrême droite identitaire, l'ancien porte parole de Génération identitaire refusant de répondre aux accusations.
Sur les réseaux sociaux, le pseudonyme Les Remparts Lyon expose l'actualité de groupes, lieux ou mouvements proches du mouvement dissous. Les rendez-vous sont toujours dans des lieux comme le bar La Traboule, son ancien siège national, ou à la salle de boxe l'Agogé, comme avant. Ce pseudonyme a annoncé la création d'un complexe communautaire dans le Vieux-Lyon. L'extrême droite reste très active à Lyon : à l'attaque de la Plume Noire en mars 2021 s'ajoutent des affrontements en marge de matchs de football en juin et en septembre.
Plusieurs des anciens cadres de GI participent à la campagne présidentielle d'Éric Zemmour en 2022. Durant l'été 2022, plusieurs anciens militants de GI lancent le groupuscule Argos France. Selon Libération, le groupuscule identitaire Argos, qui regroupe un certain nombre de militants de Génération identitaire et emploie les mêmes méthodes d'action (intimidation, propagande, discours raciste, violence), n'est « rien d’autre qu’une reconstitution » de la ligue dissoute.
Des militants se réclamant de Génération identitaire revendiquent l'agression en décembre 2023 du maire de Péage-de-Roussillon, André Mondange, attablé à la terrasse d’un café à Avignon et disent à sa fille, qui est métisse, qu’elle « n’avait rien à faire sur le territoire français »,.
En mai 2024, le parquet national antiterroriste (Pnat) requiert un procès contre deux individus soupçonnés d'avoir voulu attaquer un bar lyonnais affilié au mouvement Génération identitaire. Le Pnat demande que les deux hommes, âgés de 17 ans et 19 ans au moment de leur interpellation, soient jugés « pour association de malfaiteurs terroriste, apologie du terrorisme et pour le plus jeune, aussi pour menaces de mort en relation avec une entreprise terroriste. »

## Idéologie
Le mouvement Génération identitaire est nationaliste blanc,,, et islamophobe,. Il affirme un identitarisme chrétien.

## Actions

### Grande Mosquée de Poitiers
Le 20 octobre 2012, plusieurs dizaines de militants de Génération identitaire occupent pendant quelques heures le chantier de la Grande Mosquée de Poitiers,,. Sur leurs trois banderoles, ils réclament un référendum sur la construction de mosquées et sur l'immigration, et se réclament de Charles Martel ou encore de la Reconquista.
À la suite de cette action, au cours de laquelle des tapis de prière sont déplacés, sept personnes sont mises en examen, entre autres pour dégradations, organisation de manifestation publique sans autorisation et complicité de incitation à la haine raciale,. En décembre 2017, le tribunal de Poitiers condamne cinq militants à un an d’emprisonnement avec sursis pour « provocation à la discrimination raciale ou religieuse » et « dégradation du bien d'autrui en réunion » et au versement de 600 euros aux parties civiles ; Génération identitaire est quant à elle condamnée à 10 000 euros d'amende et à 24 465 euros en réparation du préjudice matériel,,.
En appel, en juin 2020, une relaxe générale est prononcée en faveur des militants de Génération identitaire en raison d'un oubli d'interruption de la prescription de la part du ministère public.

### Manifestation au siège du PS

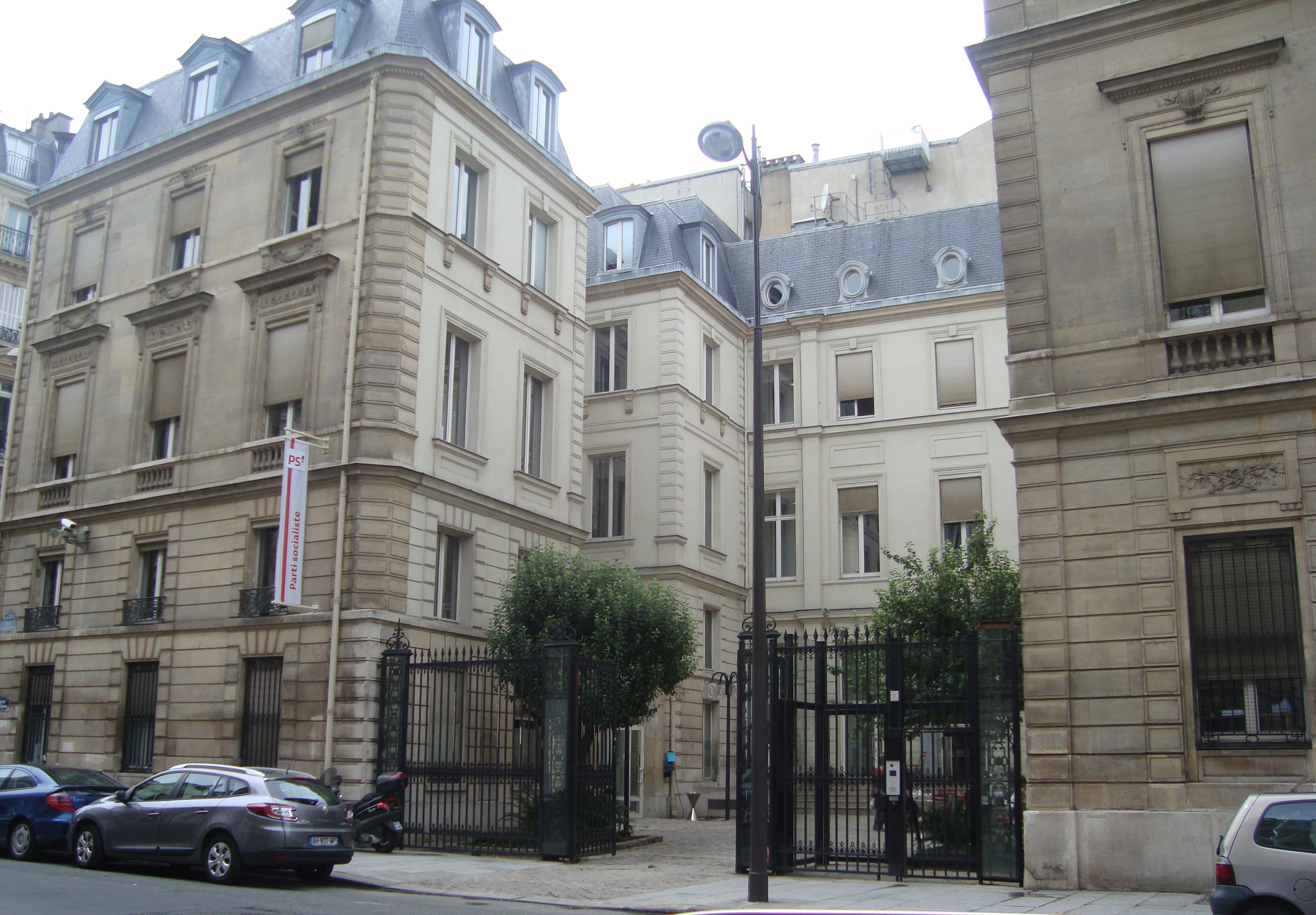
Le siège du Parti socialiste situé rue de Solférino à Paris.

Le 26 mai 2013, dans le cadre d'une manifestation contre le mariage pour tous, vingt militants de Génération identitaire accèdent au toit du 10, rue de Solférino, siège parisien du Parti socialiste. Après avoir déployé une banderole manifestant leur désapprobation de la politique de François Hollande, ils sont rapidement arrêtés par la police. Le 15 juillet 2017, devant le tribunal correctionnel de Paris, les prévenus déclarent que « perdus dans une ville qu'ils ne connaissaient pas », ils n'ont pas prémédité leur geste, ne se connaissent pas les uns les autres et n'ont pas installé l'échelle, pas plus que déployé la banderole. Leur défense est qualifiée de mauvaise foi et maladroite par le parquet du fait de la présence d'une vidéo postée par Génération identitaire montrant les coulisses de l'action et en particulier l'installation de l'échelle. Quinze prévenus sont condamnés à des amendes (500 euros).

### Campagne «anti-racailles»
Le mouvement lance en 2013-2014 une campagne « Génération anti-racailles », dont l'objectif est de dénoncer « l'insécurité généralisée » dans les villes ou les transports en commun. L'autre objectif est d’appeler les jeunes Français à apprendre à se défendre, puisque l'État se montre selon lui incapable de faire régner l'ordre et la justice. Le mouvement organise dans plusieurs villes de France des stages de self-défense pour apprendre les bases de l'auto-défense.

### Dans la jungle de Calais

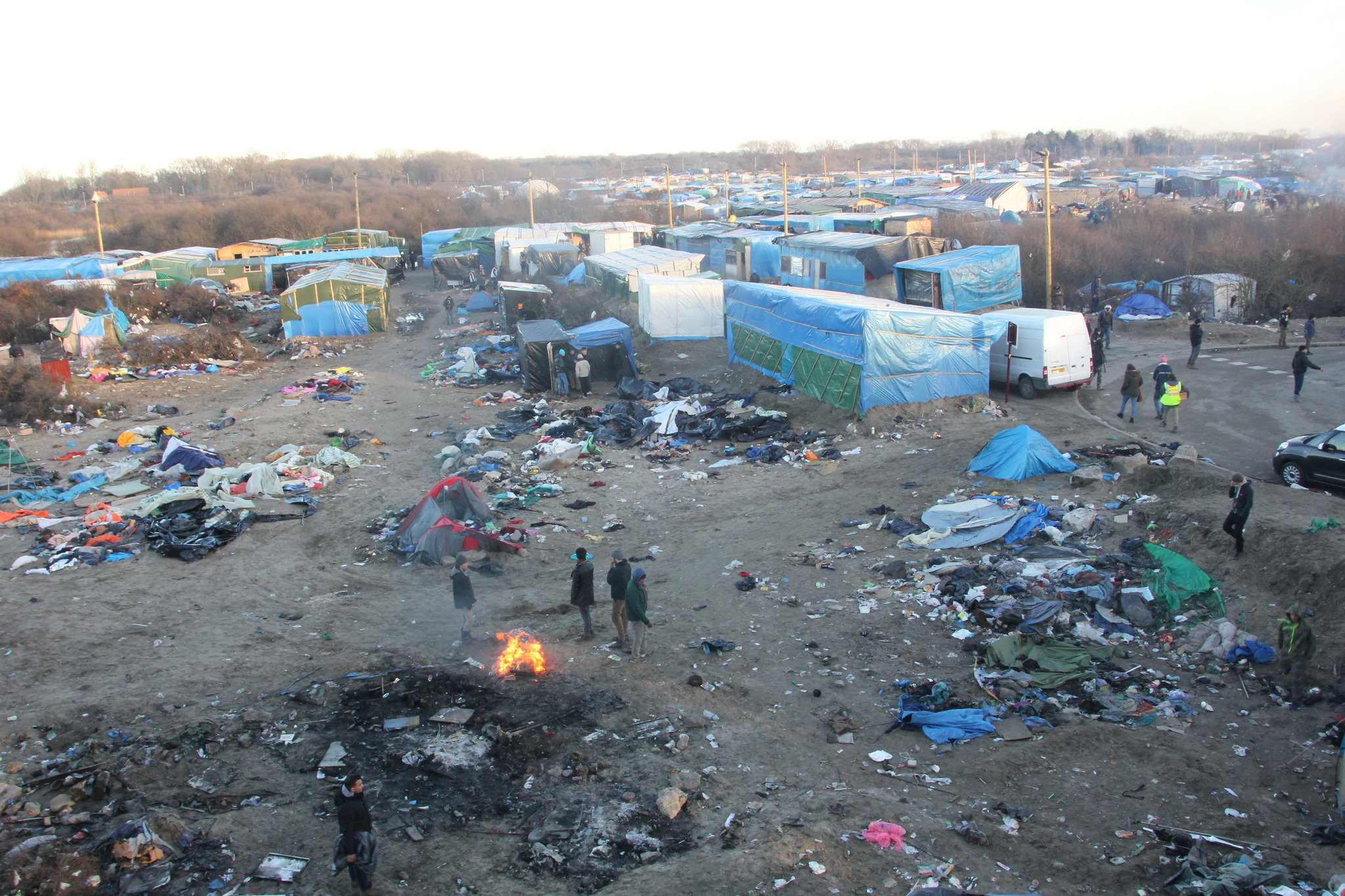
La jungle de Calais en 2016.

Le mouvement mène une action en mars 2016 dans la ville de Calais, alors au centre de l'actualité française au sujet de la jungle de Calais, un immense campement qui héberge jusqu'à 10 000 migrants souhaitant passer en Angleterre. 80 à 130 militants de Génération identitaire bloquent pendant plusieurs heures trois ponts qui reliaient la jungle de Calais au centre-ville. « Agressions contre les forces de l'ordre, contre des automobilistes et des chauffeurs routiers, émeutes en ville, désagrégation totale du tissu social et économique - voilà ce qu'est devenu le quotidien de la ville martyre, avec une terrible accélération ces dernières semaines », dénoncent ils dans un communiqué. Quatorze manifestants sont interpellés. Plusieurs associations dénoncent dans le même temps une augmentation des agressions contre les migrants.

### Rassemblement devant le Bataclan

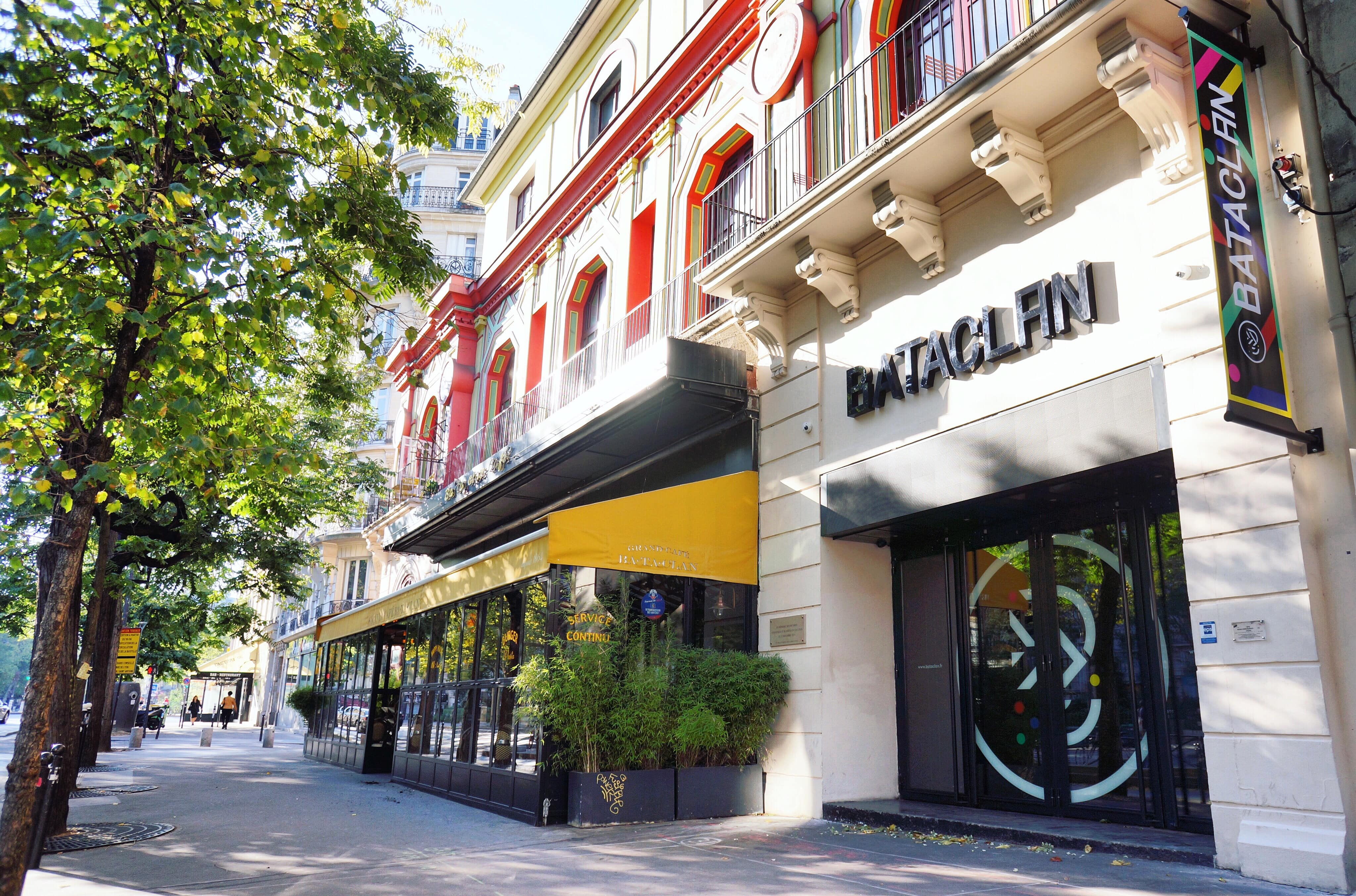
Façade du Bataclan, salle de spectacle où a eu lieu les attentats du 13 novembre 2015.

Le 25 novembre 2017, Génération identitaire organise un rassemblement « pour la défense de l’Europe face aux islamistes » devant le Bataclan. Interdite par le préfet de police Michel Delpuech, la manifestation donne lieu à quinze interpellations.

### Pénétration dans les locaux de SOS Méditerranée
Le 5 octobre 2018, des militants du groupe pénètrent dans les locaux marseillais de l'association SOS Méditerranée, qui affrète le navire Aquarius. L'organisation non gouvernementale (ONG) a déclaré que son personnel, choqué, avait été mis en sécurité. Des militants de Génération identitaire ont diffusé des vidéos de leur opération sur les réseaux sociaux et le groupe a revendiqué sur Twitter une « occupation » du siège marseillais de l'ONG venant en aide aux migrants. Ils ont réclamé la saisie de l'Aquarius, dernier navire humanitaire à parcourir la Méditerranée pour secourir des migrants qui tentent la traversée clandestine vers l'Europe. 22 militants ont été mis en examen et placés sous contrôle judiciaire pour violences en réunion, séquestration, participation à un groupement en vue de commettre des violences et enregistrement et diffusion d'images de violence. Le 29 avril 2019, Anaïs Lignier (porte-parole du mouvement) est mise en examen et placée sous contrôle judiciaire, accusée de complicité de violences pour avoir enregistré et diffusé les images de l'action. En octobre 2022, 23 membres de Génération identitaire sont jugés pour « violences » lors de leur intrusion au siège de SOS Méditerranée. Les onze prévenus qui se présentent à la barre, sur les 23 du dossier, nient les violences. Des peines de prison fermes sont requises,. Les militants sont finalement condamnés à des peines allant de cinq mois de prison avec sursis jusqu’à un an ferme pour Romain Espino, peine aménagée en détention à domicile sous surveillance électronique ; Franck Dunas est condamné à six mois de prison ferme à purger avec un bracelet électronique également.
Le 9 février 2020, des militants perturbent l'anniversaire de l'antenne lyonnaise de SOS Méditerranée et déploient une banderole « Moins d’ONG = Moins de morts en mer ».

### Frontière franco-italienne des Hautes-Alpes
En avril 2018, Génération identitaire mène des actions de communication contre l'immigration à la frontière franco-italienne, y déployant des banderoles affichant le message « Frontière fermée. Vous ne ferez pas de l’Europe votre maison. Hors de question. Rentrez chez vous. »,,. Pierre Henry et Benoît Hamon réclament la dissolution de l'association,. L'association, en tant que personne morale, son président Clément Gandelin, son porte-parole Romain Espino et un membre de l'association sont renvoyés en correctionnelle pour « activités exercées dans des conditions de nature à créer dans l'esprit du public une confusion avec l'exercice d'une fonction publique ». Au moment des faits, Génération identitaire estime que ses actions étaient protégées par l'article 73 du code de procédure pénale, qui prévoit que « dans les cas de crime ou délit flagrant puni d'une peine d'emprisonnement, toute personne a qualité pour appréhender l'auteur et le conduire devant l'officier de police judiciaire le plus proche ».
La présidente du tribunal correctionnel de Gap, Isabelle Defarge, prononce, le 29 août 2019, des peines de six mois de prison ferme, une amende de 2 000 euros et une privation des droits civiques, civils et de famille pendant cinq ans pour chacun des trois prévenus — Damien Rieu, Clément Gandelin, Romain Espino —, et l’amende maximale de 75 000 euros pour le mouvement Génération identitaire. Le tribunal a considéré que, « compte tenu de la nature extrêmement grave des faits, de l’importance du trouble à l’ordre public occasionné non seulement pendant leur période de commission mais de manière durable dans le département, de l’importance des valeurs protégées par les infractions reprochées et du passé pénal des prévenus », la prison ferme s’imposait. Les trois prévenus, qui sont soutenus par plusieurs cadres du RN et Marion Maréchal, qualifient le jugement de « politique » et font appel,.
Le 16 décembre 2020, la cour d'appel de Grenoble prononce la relaxe des trois prévenus, estimant que « cette action, purement de propagande politique, à visée médiatique, n’était pas de nature à créer une confusion dans l’esprit du public avec l’exercice de la fonction des forces de l’ordre ». Elle précise également qu'« aucun des migrants auditionnés n'avait indiqué avoir confondu ces individus avec les forces de l'ordre alors même qu'il s'agissait de personnes en détresse, affaiblies, maîtrisant peu ou pas le français ».

### Affaire Adrien Perez
Le 7 août 2018, Génération identitaire participe à une marche silencieuse en hommage à Adrien Perez, mort à 26 ans à la suite d’une agression à la sortie d'une discothèque de Meylan. Le 11 août, l’association se réunit devant le palais de justice de Grenoble, avec une banderole, des t-shirts et une pancarte « Génération anti-racaille » pour demander « justice pour Adrien ». La famille d'Adrien Perez déplore une tentative de récupération politique  et dénonce, par le biais de son avocat, Denis Dreyfus, « les incitations au racisme orchestrées par les identitaires ». À la suite de ces propos, l'avocat est visé par un communiqué antisémite appelant à la violence publié par le site démocratieparticipative.

### Affaire du barLa Citadelle
En décembre 2018, des journalistes d'Al Jazeera réalisent en caméra cachée un reportage intitulé Generation Hate sur le bar La Citadelle, bar privé « ouvert à l'initiative de membres de Génération Identitaire et (qui) revendique 800 adhérents » et dont Aurélien Verhassel est « responsable lillois du groupuscule » selon Le Parisien. La diffusion du reportage provoque une polémique et une enquête préliminaire, des membres du groupe se livrant à une apologie du Troisième Reich, se vantant de ratonnades contre des personnes d'origine arabe, ou évoquant l'intention de commettre un attentat sur un marché lillois. En outre, les images montrent des personnes fréquentant ce bar agresser une jeune femme qu'ils désignent comme maghrébine et ont des propos islamophobes, évoquant « un carnage », par exemple « contre une mosquée ». Verhassel évoque « des personnes de passage qui n'ont jamais participé à des actions ». Le reportage montre également un lien entre Génération Identitaire et des membres et élus du Front national.
En janvier 2019, à la suite d’une conférence de presse d'Aurélien Verhassel, qui déclare que le reportage n'a eu aucun effet sur l’établissement, Génération identitaire, « visiblement sourcilleu[se] pour [son] honorabilité » selon La Voix du Nord, indique : « L’organisation la Citadelle est une structure indépendante […] Quant à Aurélien Verhassel, il n’est plus membre de Génération Identitaire et nous n’avons plus de contact avec lui ». Quand ce dernier rétorque qu’il est « responsable national et régional de Génération identitaire » et dénonce la « pression médiatique » sur une porte-parole, le mouvement politique déclare : « Aurélien Verhassel n’est ni responsable local, ni national. Après avoir créé une antenne autonome différente de Génération identitaire, il a pris ses distances de lui-même. À la suite de ce reportage, il n’y a plus de lien possible avec la Citadelle. » La Voix du Nord parle alors d'une « scission ».

### Occupation du toit de la CAF de Bobigny
Le 29 mars 2019, Génération identitaire occupe le toit-terrasse de la caisse d'allocations familiales (CAF) de Bobigny (Seine-Saint-Denis) en déployant la banderole « De l’argent pour les Français, pas pour les étrangers ». Après un rassemblement de syndicalistes protestant contre l'action au pied des locaux et l'intervention de la police, dix-neuf membres de Génération identitaire se retrouvent en garde à vue. La CAF annonce le jour même avoir déposé plainte.
Après cette action, le gouvernement étudie les moyens de dissoudre Génération identitaire. En réaction, le député Rassemblement national Gilbert Collard déclare que le gouvernement « ferait mieux de dissoudre les mouvements des Black blocs », en ajoutant que les membres de GI « n’ont jamais été surpris en train de casser, de piller ». D'après l’historien Nicolas Lebourg, « aujourd’hui une partie de la population partage les idées que défend Génération identitaire », ce qui rend « politiquement compliqué[e] » la dissolution du mouvement. Lors d'une réunion interministérielle, la secrétaire d'État Christelle Dubos déclare : « L'intérieur et la Justice [les ministres correspondants présents lors de la réunion] sont plutôt partants pour la dissolution, et ont exploré des solutions légales. Le problème est que les animateurs de GI connaissent le droit et jouent sur ses limites. Ils occupent des lieux publics, en perturbent l’accès, mais ne mènent pas d’action violente ».
Jugés le 12 mars pour « entrave à l’exercice de la liberté du travail », les cinq hommes et la femme âgés de 19 à 34 ans présents à l'audience assument l'action de groupe, mais aucun n'en revendique l'organisation. Il n'est pas possible de déterminer qui a fixé des cartons « CAF occupée ; défense d’entrer » sur l'entrée du bâtiment. Le président de l’audience précise qu'« aucune dégradation ou violence n’ont été constatées sur place ». Le 13 mars, un des prévenus est condamné à 90 jours-amende à 5 euros, et les 18 autres à des peines de un à trois mois de prison avec sursis, le tribunal ayant requalifié le délit en « violation de domicile ».

### Banderole pendant une manifestation contre les violences policières
Le 13 juin 2020, pendant une manifestation contre le racisme et les violences policières organisée par le comité Vérité pour Adama, une dizaine de membres de Génération identitaire déploient une banderole « Justice pour les victimes du racisme anti-blanc – White Lives Matter » sur un toit. Rapidement, les habitants de l'immeuble déchirent la banderole. Les identitaires sont délogés par des antifascistes, avant d'être interpellés, puis relâchés sans faire l'objet de poursuite.

### «Mission Pyrénées»
Le 19 janvier 2021, un groupe de militants de Génération identitaire mène une opération de blocage aux alentours du col du Portillon, à la frontière entre la France et l'Espagne. Selon le préfet, des élus et responsables locaux dénoncent ces actions « purement symboliques qui n’ont provoqué aucun trouble à l’ordre public mais qui ont mobilisé inutilement les forces de l’ordre, les détournant de leur mission de surveillance de la frontière ».
Le 29 janvier 2021, une manifestation est organisée au même endroit par des militants associatifs et politiques pour défendre les droits des migrants et contrer l'opération médiatique menée par Génération identitaire.
En septembre 2021, Thaïs d'Escufon, porte-parole de GI au moment des faits, est condamnée pour « injures publiques » à deux mois de prison avec sursis et à 3 000 euros d'amende pour la publication d'une vidéo anti-migrants liée à la « Mission Pyrénées ». Selon le procureur, elle avait « stigmatisé » les migrants dans cette vidéo Youtube publiée le 21 janvier en affirmant qu'il était « scandaleux qu'un migrant puisse traverser la frontière », ses propos caractérisant « ce passage de la frontière comme un danger, c'est une spéculation sur la notion de danger alors que rien n'est argumenté ». Jérémie Piano, est condamné à la même peine pour « provocation à la haine raciale », pour avoir évoqué « une invasion migratoire », « des milliers de clandestins déjà en France » dont « probablement des voleurs, des violeurs et des terroristes en puissance ».
En septembre 2022, Thaïs d'Escufon et Jérémie Piano sont relaxés par la cour d'appel de Toulouse.

## Organisation

### Présidents
- 2012-2019 : Arnaud Martin, dit Delrieux[121],[122]
- 2019-2021 : Clément Gandelin (dit Clément Galant)

### Porte-parole
- 2012-2015 : Damien Rieu
- 2015-2019 : Clément Gandelin (dit Clément Galant) et Romain Espino[122]
- 2019-2020 : Romain Espino et Anaïs Lignier[123]
- 2020-2021 : Romain Espino et Thaïs d'Escufon[124]